# XX wiek
XIX wiek <> XXI wiek
Lata 1900. • Lata 1910. • Lata 1920. • Lata 1930. • Lata 1940. • Lata 1950. • Lata 1960. • Lata 1970. • Lata 1980. • Lata 1990.
1901 1902 1903 1904 1905 1906 1907 1908 1909 1910 1911 1912 1913 1914 1915 1916 1917 1918 1919 1920 1921 1922 1923 1924 1925 1926 1927 1928 1929 1930 1931 1932 1933 1934 1935 1936 1937 1938 1939 1940 1941 1942 1943 1944 1945 1946 1947 1948 1949 1950 1951 1952 1953 1954 1955 1956 1957 1958 1959 1960 1961 1962 1963 1964 1965 1966 1967 1968 1969 1970 1971 1972 1973 1974 1975 1976 1977 1978 1979 1980 1981 1982 1983 1984 1985 1986 1987 1988 1989 1990 1991 1992 1993 1994 1995 1996 1997 1998 1999 2000

## XX wiek w metodologii historii
Według periodyzacji stosowanej w pracach historycznych XX wiek niekoniecznie rozpoczął się w 1901 roku. Ze względu na przemiany w różnych dziedzinach życia za datę graniczną uznaje się częściej 1914 lub 1918 rok. Data końcowa dotąd nie została ustalona, ale w coraz liczniejszych opracowaniach uznaje się za nią 1989 lub 1991 rok. Z tego powodu XX wiek jest niekiedy nazywany „najkrótszym stuleciem”.

## Wydarzenia historyczne

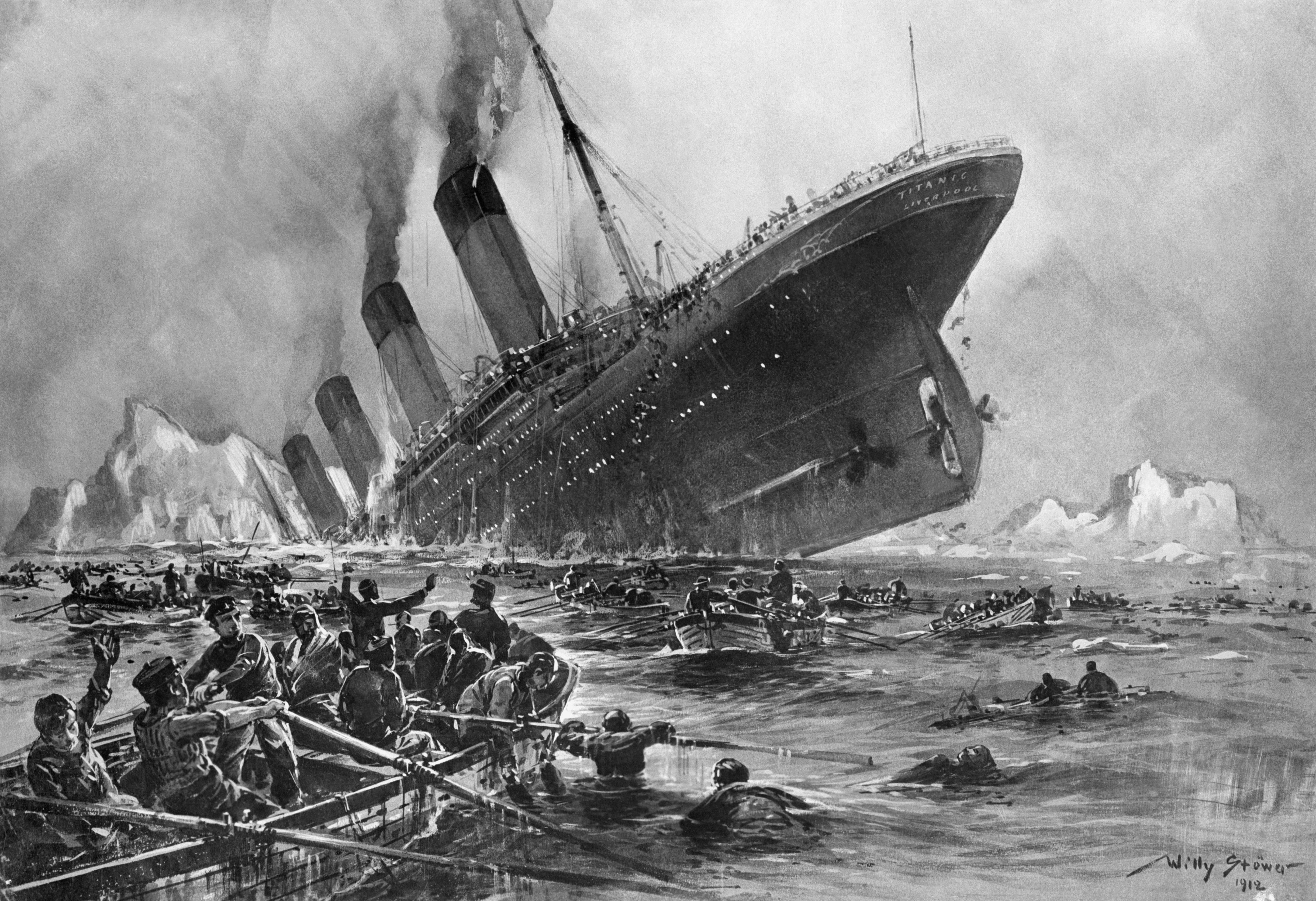
RMS „Titanic” (1912)

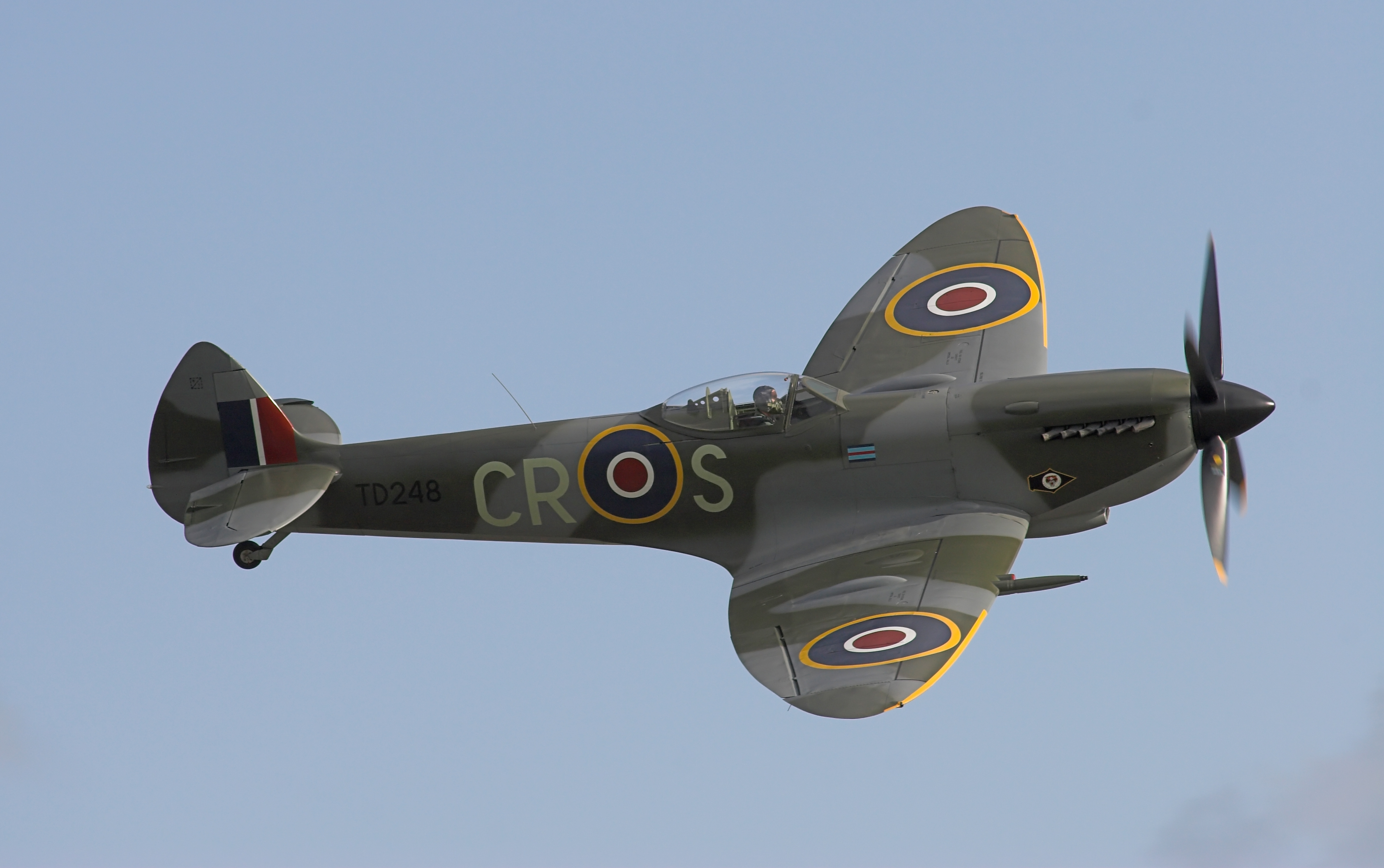
Supermarine Spitfire (1938–1954)

- 1 stycznia 1901 – Nigeria stała się brytyjskim protektoratem
- 6 września 1901 – Zamach na Williama McKinleya
- 8 maja 1902 – erupcja wulkanu Pelée (liczba ofiar: ~30 tys.)
- 16 czerwca 1903 – Henry Ford założył przedsiębiorstwo Ford Motor Company
- 8 lutego 1904 – wybuchła Wojna rosyjsko-japońska
- 22 stycznia 1905 – rozpoczęła się rewolucja 1905 roku
- 18 kwietnia 1906 – trzęsienie ziemi w San Francisco (1906)
- 18 października 1907 – ustanowiono 13 międzynarodowych konwencji haskich
- 30 czerwca 1908 – Katastrofa tunguska (Syberia)
- kwiecień 1909 – Masakra w Adanie (pogrom ludności ormiańskiej, liczba ofiar: ~25 tys.)
- 22 stycznia 1910 – wybudowano najwyższy (210 m) drapacz chmur Metropolitan Life Insurance Company Tower
- 14 grudnia 1911 – ekspedycja Roalda Amundsena dotarła na biegun południowy
- 15 kwietnia 1912 – zatonięcie Titanica
- 8 października 1912 – rozpoczęła się I wojna bałkańska (1912-1913)
- marzec 1913 – Romanowowie celebrują 300-lecie panowania dynastii (Rosja)
- 28 czerwca 1914 – w Sarajewie doszło do zamachu na arcyksięcia Franciszka Ferdynanda[2].
- 28 lipca 1914 – wybuchła I wojna światowa[2].
- 24 kwietnia 1915 – początek ludobójstwa Ormian (liczba ofiar: ~1,5 mln)
- akt 5 listopada (1916)
- luty 1917 – rewolucja lutowa w Rosji[2].
- 6 kwietnia 1917 – Stany Zjednoczone przystąpiły do I wojny światowej[2].
- maj-październik 1917 – Objawienia fatimskie
- listopad 1917 – rewolucja październikowa w Rosji[2].
- styczeń 1918 – rozpoczęła się 2-letnia pandemia grypy hiszpanki
- 3 marca 1918 – w Brześciu został podpisany traktat pokojowy między Cesarstwem Niemieckim i ich sojusznikami a Rosją Sowiecką[3].
- 17 lipca 1918 – egzekucja carskiej rodziny Mikołaja II Romanowa w Jekaterynburgu.
- 11 listopada 1918
  - został podpisany rozejm pomiędzy Niemcami a ententą[3].
  - Polska odzyskała niepodległość[3].
- 28 czerwca 1919 – został podpisany traktat wersalski[4].
- Irlandzka wojna o niepodległość (1919–1921)
- 13–15 sierpnia 1920 – Bitwa Warszawska[4].
- 21 marca 1921 – Nowa Polityka Ekonomiczna w Rosji Radzieckiej
- 16 kwietnia 1922 – w Rapallo został podpisany traktat niemiecko-sowiecki[4].
- październik 1922 – marsz na Rzym (Benito Mussolini objął władzę we Włoszech)[4].
- Irlandzka wojna domowa (1922–1923)
- 8/9 listopada 1923 – wybuchł pucz monachijski
- Plan Dawesa w Niemczech (1924)
- 5–16 października 1925 – konferencja w Locarno[5].
- Powstanie Cristero (1926–1929)
- 24 października 1929 – na giełdzie nowojorskiej doszło do gwałtownego spadku cen akcji[5].
- Wielki głód na Ukrainie (1932–1933)
- 30 stycznia 1933 – Adolf Hitler został kanclerzem Niemiec[6].
- „Nowy Ład” Franklina D. Roosevelta (1933)
- Długi Marsz w Chinach (1934–1935)
- Noc długich noży w Niemczech (1934)
- 7 marca 1936 – wojska III Rzeszy wkroczyły do Nadrenii, będącej terytorium, na którym na mocy traktatu wersalskiego nie mogły się znajdować[7].
- lipiec 1936 – wybuchła hiszpańska wojna domowa[7].
- wielki terror w ZSRR (1937–1938)
- 12 marca 1938 – III Rzesza wkroczyła do Austrii[7].
- 29–30 września 1938 – odbyła się konferencja monachijska[7].
- noc kryształowa w Niemczech (1938)
- Zajęcie Zaolzia (1938)
- 15 marca 1939 – III Rzesza zajęła resztę Czech oraz utworzyła wasalną Słowację[7].
- 23 sierpnia 1939 – w Moskwie został podpisany pakt Ribbentrop-Mołotow[7].
- 1 września 1939 – wojska III Rzeszy wkroczyły do Polski, początek II wojny światowej[8].
- 3 września 1939 – Wielka Brytania i Francja wypowiedziały wojnę III Rzeszy[8].
- 17 września 1939 – atak ZSRR na Polskę[8].
- 28 września 1939 – III Rzesza i ZSRR podpisały traktat o przyjaźni i granicach[8].
- 30 listopada 1939 – ZSRR zaatakowało Finlandię[8].
- 5 marca 1940 – władze ZSRR podjęły decyzję o zamordowaniu polskich jeńców wojennych w Katyniu, Starobielsku i Ostaszkowie.
- 9 kwietnia 1940 – III Rzesza zaatakowała Danię i Norwegię[9].
- 10 maja 1940 – III Rzesza zaatakowała Francję[8].
- czerwiec-lipiec 1940 – ZSRR podporządkowało sobie Litwę, Łotwę i Estonię[10].
- lipiec-październik 1940 – bitwa o Anglię[10].
- kwiecień 1941 – rozpoczęła się agresja III Rzeszy na Jugosławię i Grecję[10].
- 22 czerwca 1941 – III Rzesza zaatakowała ZSRR[10].
- 14 sierpnia 1941 – została podpisana Karta Atlantycka[10].
- 7 grudnia 1941 – Japonia zaatakowała bazę morską w Pearl Harbor na Hawajach. Początek wojny japońsko-amerykańskiej[10].
- 20 stycznia 1942 – na konferencji w Wannsee zapadła decyzja o zagładzie ludności żydowskiej w Europie[10].
- 4–7 czerwca 1942 – Bitwa pod Midway, strategiczne zwycięstwo USA na Pacyfiku.
- Bitwa stalingradzka (1942–1943)
- 8 września 1943 – Włochy ogłosiły kapitulację, początek okupacji niemieckiej we Włoszech[11].
- Rzeź wołyńska (1943–1945)
- 28 listopada-1 grudnia 1943 – odbyła się Konferencja teherańska[11].
- 4 czerwca 1944 – wyzwolenie Rzymu z okupacji niemieckiej[11].
- 6 czerwca 1944 – początek lądowania wojsk alianckich w Normandii[12].
- 1 sierpnia 1944 – wybuchło powstanie warszawskie[12].
- 4–11 lutego 1945 – odbyła się konferencja jałtańska[12].
- 25 kwietnia 1945 – powstała Organizacja Narodów Zjednoczonych[12].
- 2 maja 1945 – Armia Czerwona wkroczyła do Berlina[12].
- 8 maja 1945 – zakończyła się II wojna światowa w Europie[12].
- 17 lipca-2 sierpnia 1945 – odbyła się konferencja poczdamska[12].
- atak atomowy na Hiroszimę i Nagasaki (1945)
- 2 września 1945 – Japonia ogłosiła kapitulację, koniec II wojny światowej w Azji[12].
- 5 marca 1946 – w Fulton były premier Wielkiej Brytanii Winston Churchill mówił o „żelaznej kurtynie” dzielącej Europę[13].
- 5 czerwca 1947 – amerykański sekretarz stanu George Marshall przedstawił tzw. plan Marshalla – program pomocy gospodarczej dla Europy[13].
- 14 maja 1948 – Izrael proklamował niepodległość[13].
- Blokada Berlina (1948–1949)
- 8 stycznia 1949 – w Moskwie powołano Radę Wzajemnej Pomocy Gospodarczej[14].
- 15 maja 1949 – powołano Radę Europy[14].
- 24 sierpnia 1949 – powstało NATO[14].
- 21 września 1949 – powstała Republika Federalna Niemiec[14].
- 1 października 1949 – Mao Zedong proklamował powstanie Chińskiej Republiki Ludowej[14].
- 7 października 1949 – powstała Niemiecka Republika Demokratyczna[14].
- 1950 – wybuchła wojna koreańska[14].
- 18 kwietnia 1951 – podpisano traktat paryski. Na jego mocy powstała Europejska Wspólnota Węgla i Stali[14].
- 5 marca 1953 – zmarł Józef Stalin[15].
- 1953 – zakończyła się wojna koreańska[14].
- zdobycie Mount Everestu (1953)
- 5 maja 1955 – Republika Federalna Niemiec została przyjęta do NATO[15].
- 14 maja 1955 – powołano Układ Warszawski[15].
- 24/25 lutego 1956 – Nikita Chruszczow wygłosił referat O kulcie jednostki i jego następstwach, stanowiący krytykę Józefa Stalina[15].
- 28 czerwca 1956 – Poznański Czerwiec[15].
- 23 października–10 listopada 1956 – powstanie węgierskie, krwawo stłumione przez Związek Radziecki[16].
- 25 marca 1957 – podpisanie przez Francję, Republikę Federalną Niemiec, Włochy, Belgię, Holandię i Luksemburg traktatów rzymskich[16].
- utworzenie Europejskiej Wspólnoty Gospodarczej (1958)
- rewolucja kubańska (1959)
- 12 kwietnia 1961 – Jurij Gagarin jako pierwszy człowiek w historii poleciał w kosmos[16].
- sierpień 1961 – budowa Muru Berlińskiego[16].
- Sobór watykański II (1962)
- 15–28 października 1962 – kryzys kubański związany z planami rozmieszczenia przez ZSRR na terenie Kuby pocisków balistycznych średniego zasięgu, bezpośrednio zagrażających USA[16].
- Śmierć Johna Kennedy’ego w wyniku zamachu (1963)
- 1965 – wybuchła wojna wietnamska[17]
- 5–10 czerwca 1967 – Wojna sześciodniowa[18].
- 5 stycznia–20 sierpnia 1968 – Praska Wiosna – okres liberalizacji politycznej w Czechosłowacji
- 8 marca 1968 – Marzec 1968[17].
- 16 marca 1968 – Masakra w Mỹ Lai
- 20/21 sierpnia 1968 – interwencja Układu Warszawskiego w Czechosłowacji[17].
- Marzec'68 (1968)
- Pierwszy lot załogowy na orbicie wokółksiężycowej (21 grudnia 1968)
- 28 czerwca 1969 – wybuchły zamieszki w Stonewall
- Festiwal w Woodstock (1969)
- lądowanie człowieka na Księżycu (1969)
- 14–22 grudnia 1970 – protesty robotników na Wybrzeżu[19].
- 27 maja 1972 – podpisanie układu rozbrojeniowego SALT 1 między USA a ZSRR[19].
- 6–26 października 1973 – wojna Jom Kipur między Izraelem a Egiptem i Syrią[19].
- 1 sierpnia 1975 – został podpisany Akt końcowy Konferencji Bezpieczeństwa i Współpracy w Europie[20].
- 1975 – koniec wojny wietnamskiej[17].
- 24 czerwca 1976 – Czerwiec 1976[20].
- styczeń 1977 – powstanie Karty 77 w Czechosłowacji[20].
- 18 września 1978 – porozumienie pokojowe z Camp David pomiędzy Izraelem a Egiptem[20]
- 16 października 1978 – Karol Wojtyła został wybrany na papieża. Przyjął imię Jan Paweł II[20].
- Irańska rewolucja islamska (1978)
- 24 grudnia 1979 – początek radzieckiej interwencji w Afganistanie[20].
- 14 sierpnia 1980 – początek strajków w Stoczni Gdańskiej[20].
- Sierpień '80 (1980)
- powstanie NSZZ „Solidarność” (1980)
- 20 stycznia 1981 – Ronald Reagan został prezydentem Stanów Zjednoczonych[21].
- 13 maja 1981 – Zamach na Jana Pawła II[22].
- 13 grudnia 1981 – w Polsce wprowadzono stan wojenny[21].
- początek epidemii AIDS (1981)
- 10 listopada 1982 – zmarł Leonid Breżniew. Jego następcą został Jurij Andropow[21].
- 11 marca 1985 – Michaił Gorbaczow został sekretarzem generalnym Komunistycznej Partii Związku Radzieckiego[23].
- 11–12 października 1985 – odbyło się spotkanie Ronalda Reagana i Michaiła Gorbaczowa w Reykjavíku, rozpoczął się okres odprężenia w stosunkach Wschód-Zachód[23].
- katastrofa reaktora atomowego w Czarnobylu (1986)
- 6 lutego-5 kwietnia 1989 – obrady Okrągłego Stołu[23].
- 15 kwietnia-4 czerwca 1989 – protesty na placu Niebiańskiego Spokoju
- 4 czerwca 1989 – w Polsce odbyła się pierwsza tura częściowo wolnych wyborów parlamentarnych[23].
- 9 listopada 1989 – upadek Muru Berlińskiego[24].
- 17 listopada 1989 – początek aksamitnej rewolucji w Czechosłowacji[24].
- 20 grudnia 1989-31 stycznia 1990 – Inwazja Stanów Zjednoczonych na Panamę
- zjednoczenie Niemiec (1990)
- 1 lipca 1991 – rozwiązano Układ Warszawski[24].
- 19–21 sierpnia 1991 – Pucz moskiewski
- 25 grudnia 1991 – rozwiązanie Związku Socjalistycznych Republik Radzieckich.
- upadek ZSRR (1991)
- I wojna w Zatoce Perskiej (1991)
- początek wojny na Bałkanach (1991)
- Zamieszki w Los Angeles (1992)
- Oblężenie Sarajewa (1992–1996)
- Oblężenie Waco (1993)
- na bazie EWG powstaje Unia Europejska (1993)
- Zamach na World Trade Center (1993)
- Ludobójstwo w Rwandzie (1994)
- I wojna czeczeńska (1994–1996)
- Masakra w Srebrenicy (1995)
- Zamach w Oklahoma City (1995)
- Zamach na Icchaka Rabina (1995)
- Narodzenie Owcy Dolly (1996)
- I wojna domowa w Kongu (1996–1997)
- Interwencja NATO w Jugosławii (1999)
- Przystąpienie Polski do NATO (1999)

## Ważne wydarzenia w nauce i technice
- 1903 – pierwszy lot samolotem braci Wright
- 1905 – szczególna teoria względności
- 1907 – wynalezienie bakelitu, pierwszego tworzywa sztucznego
- 1908 – wynalezienie śmigłowca
- 1913 – Ford T zapoczątkowuje erę rozwoju motoryzacji masowej
- 1915 – ogólna teoria względności
- 1922 – zastosowanie insuliny w leczeniu cukrzycy
- 1923 – wynalezienie szczepionki przeciw gruźlicy
- 1925 – telewizja
- ok. 1926 – mechanika kwantowa
- 1928 – odkrycie penicyliny pierwszego antybiotyku, początek skutecznej walki z większością bakteryjnych chorób zakaźnych – Alexander Fleming
- 1929 – odkrycie procesu rozszerzania się Wszechświata
- 1932 – odkrycie pierwszej antycząstki
- 1937 – silnik odrzutowy
- 1939 – samolot odrzutowy
- 1942 – reaktor jądrowy
- 1944 – komputer (ASCC lub MARK I)
- 1945 – bomba atomowa
- 1947 – postulat istnienia Wielkiego Wybuchu
- 1947 – pierwszy działający Tranzystor
- 1948 – kserograf; Powszechna Deklaracja Praw Człowieka
- 1951 – teoria algorytmów
- 1952 – bomba wodorowa;
- 1953 – odkrycie struktury DNA
- 1956 – magnetowid
- 1956 – dysk twardy
- 1957 – pierwszy sztuczny satelita Ziemi
- 1959 – poduszkowiec
- 1960 – wynalezienie lasera
- 1961 – pierwszy człowiek w kosmosie (Jurij Gagarin)
- 1962 – satelitarna telewizja międzykontynentalna
- 1964 – ostateczne wyjaśnienie statusu hipotezy continuum
- 1967 – pierwszy przeszczep serca
- 1969 – lądowanie na Księżycu
- 1970 – teoria chaosu
- 1971 – kuchenka mikrofalowa
- 1972 – mikroprocesor Intel 4040
- 1977 – początki Internetu
- 1978 – płyta CD
- 1978 – pierwsze „dziecko z probówki”
- 1981 – IBM PC – komputer osobisty; prom kosmiczny
- 1997 – owca Dolly – efekt klonowania
- 1997 - przekroczenie bariery dźwięku przez samochód Thrust SSC

## Osoby sprawujące urząd prezydenta Polski
Królestwo Polskie i II Rzeczpospolita (1918–1939)
| Lp. | Imię i nazwisko         | Okres sprawowania urzędu          | Partia polityczna                                                     |
| --- | ----------------------- | --------------------------------- | --------------------------------------------------------------------- |
| 1.  | Gabriel Narutowicz      | 11 grudnia 1922 – 16 grudnia 1922 | bezpartyjny – zgłoszony przez Polskie Stronnictwo Ludowe „Wyzwolenie” |
| 2.  | Stanisław Wojciechowski | 20 grudnia 1922 – 14 maja 1926    | Polskie Stronnictwo Ludowe „Piast”                                    |
| 3.  | Ignacy Mościcki         | 4 czerwca 1926 – 30 września 1939 | bezpartyjny związany z obozem sanacyjnym                              |

Władze Rzeczypospolitej Polskiej na uchodźstwie (1939–1990)
| Lp. | Imię i nazwisko          | Okres sprawowania urzędu          |
| --- | ------------------------ | --------------------------------- |
| 4.  | Władysław Raczkiewicz    | 30 września 1939 – 6 czerwca 1947 |
| 6.  | August Zaleski           | 9 czerwca 1947 – 7 kwietnia 1972  |
| 7.  | Stanisław Ostrowski      | 9 kwietnia 1972 – 24 marca 1979   |
| 8.  | Edward Bernard Raczyński | 8 kwietnia 1979 – 8 kwietnia 1986 |
| 9.  | Kazimierz Sabbat         | 8 kwietnia 1986 – 19 lipca 1989   |
| 11. | Ryszard Kaczorowski      | 19 lipca 1989 – 22 grudnia 1990   |

Rzeczpospolita Polska tzw. Polska Ludowa (1944–1952)
| Lp. | Imię i nazwisko | Okres sprawowania urzędu            |
| --- | --------------- | ----------------------------------- |
| 5.  | Bolesław Bierut | 31 grudnia 1944 – 20 listopada 1952 |

Polska Rzeczpospolita Ludowa (1952–1989)
| Lp. | Imię i nazwisko     | Okres sprawowania urzędu        |
| --- | ------------------- | ------------------------------- |
| 10. | Wojciech Jaruzelski | 19 lipca 1989 – 30 grudnia 1989 |

III Rzeczpospolita (od 1989 roku)
| Lp. | Imię i nazwisko        | Okres sprawowania urzędu          | Przynależność partyjna lub partia popierająca |
| --- | ---------------------- | --------------------------------- | --------------------------------------------- |
| 12. | Wojciech Jaruzelski    | 31 grudnia 1989 – 22 grudnia 1990 | Polska Zjednoczona Partia Robotnicza          |
| 13. | Lech Wałęsa            | 22 grudnia 1990 – 22 grudnia 1995 | NSZZ „Solidarność”                            |
| 14. | Aleksander Kwaśniewski | 23 grudnia 1995 – 23 grudnia 2005 | Sojusz Lewicy Demokratycznej                  |

W zestawieniu pominięto osoby tymczasowo sprawujące funkcje prezydenta i pełniące jej obowiązki, numeracja kolejnych prezydentów według daty wstąpienia na urząd

## Władcy brytyjscyw XX wieku
| #  | Imię        |  | Urodzony                    | Zmarł                        | Czas rządów | Rodzice |
| -- | ----------- |  | --------------------------- | ---------------------------- | ----------- | --- |
| 63 | Wiktoria    |  | 24 maja 1819 Kensington     | 22 stycznia 1901 wyspa Wight | 1837–1901   | Edward August (1767–1820), książę Kentu Wiktoria (1786–1861), c. Franciszka Fryderyka, księcia Sachsen-Coburg-Saalfeld                        |
| 64 | Edward VII  |  | 9 listopada 1841 Londyn     | 6 maja 1910 Londyn           | 1901–1910   | Albert Sachsen-Coburg-Gotha (1819–1861) Wiktoria Hanowerska (1819–1901), królowa Wielkiej Brytanii                                            |
| 65 | Jerzy V     |  | 3 czerwca 1865 Londyn       | 20 stycznia 1936 Sandringham | 1910–1936   | Edward VII Koburg (1841–1910), król Wielkiej Brytanii Aleksandra Glücksburg (1844–1925), c. Chrystiana IX, króla Danii                        |
| 66 | Edward VIII |  | 23 czerwca 1894 Richmond    | 28 maja 1972 Paryż           | 1936        | Jerzy V Windsor (1865–1936), król Wielkiej Brytanii Maria Teck (1867–1953) c. księcia Franciszka von Teck                                     |
| 67 | Jerzy VI    |  | 14 grudnia 1895 Sandringham | 6 lutego 1952 Sandringham    | 1936–1952   | Jerzy V Windsor (1865–1936), król Wielkiej Brytanii Maria Teck (1867–1953) c. Franciszka von Teck, księcia                                    |
| 68 | Elżbieta II |  | 21 kwietnia 1926 Londyn     | 8 września 2022 Balmoral     | 1952–2022   | Jerzy VI Windsor (1895–1952), król Wielkiej Brytanii Elżbieta Bowes-Lyon (1900–2002) c. Claude’a Bowes-Lyona, hrabiego Strathmore i Kinghorne |

## Prezydenci Stanów Zjednoczonychw XX wieku
| Lp. | Prezydent                 | Objął urząd | Złożył urząd | Partia       | Wiceprezydent                                     |
| --- | ------------------------- | ----------- | ------------ | ------------ | ------------------------------------------------- |
| 25  | William McKinley          | 1897        | 1901         | republikanin | Garret Hobart i Theodore Roosevelt                |
| 26  | Theodore Roosevelt        | 1901        | 1909         | republikanin | Charles Warren Fairbanks                          |
| 27  | William Taft              | 1909        | 1913         | republikanin | James Sherman                                     |
| 28  | Woodrow Wilson            | 1913        | 1921         | demokrata    | Thomas Marshall                                   |
| 29  | Warren Harding            | 1921        | 1923         | republikanin | Calvin Coolidge                                   |
| 30  | Calvin Coolidge           | 1923        | 1929         | republikanin | Charles G. Dawes                                  |
| 31  | Herbert Hoover            | 1929        | 1933         | republikanin | Charles Gates Dawes                               |
| 32  | Franklin Delano Roosevelt | 1933        | 1945         | demokrata    | John Nance Garner, Henry Wallace, Harry S. Truman |
| 33  | Harry Truman              | 1945        | 1953         | demokrata    | Alben Barkley                                     |
| 34  | Dwight Eisenhower         | 1953        | 1961         | republikanin | Richard Nixon                                     |
| 35  | John F. Kennedy           | 1961        | 1963         | demokrata    | Lyndon B. Johnson                                 |
| 36  | Lyndon B. Johnson         | 1963        | 1969         | demokrata    | Hubert Humphrey                                   |
| 37  | Richard Nixon             | 1969        | 1974         | republikanin | Spiro T. Agnew, Gerald Ford                       |
| 38  | Gerald Ford               | 1974        | 1977         | republikanin | Nelson Rockefeller                                |
| 39  | Jimmy Carter              | 1977        | 1981         | demokrata    | Walter Mondale                                    |
| 40  | Ronald Reagan             | 1981        | 1989         | republikanin | George H.W. Bush                                  |
| 41  | George H.W. Bush          | 1989        | 1993         | republikanin | Dan Quayle                                        |
| 42  | Bill Clinton              | 1993        | 2001         | demokrata    | Al Gore                                           |

## Papieżew XX wieku
| Lp.       | Herb | Papież Suweren Państwa Miasto Watykan | Wizerunek | Imię łacińskie             | Świeckie imię i nazwisko                       | Miejsce urodzenia                               | Pontyfikat                                                 |
| 256.      |      | Leon XIII                             |           | Leo Tertius Decimus        | Gioacchino Vincenzo Raphaelo Luigi Pecci       | Carpineto Romano, Cesarstwo Francuskie (Włochy) | 20 lutego 1878 – 20 lipca 1903                             |
| 257.      |      | Pius X                                |           | Pius Decimus               | Giuseppe Melchiorre Sarto                      | Riese, Cesarstwo Austrii (Włochy)               | 4 sierpnia 1903 – 20 sierpnia 1914                         |
| 258.      |      | Benedykt XV                           |           | Benedictus Quintus Decimus | Giacomo della Chiesa                           | Genua, Królestwo Sardynii (Włochy)              | 3 września 1914 – 22 stycznia 1922                         |
| 259. / 1. |      | Pius XI                               |           | Pius Undecimus             | Achille Ambrogio Damiano Ratti                 | Desio, Cesarstwo Austrii (Włochy)               | 6 lutego 1922 – 10 lutego 1939 (Suweren od 7 czerwca 1929) |
| 260. / 2. |      | Pius XII                              |           | Pius Duodecimus            | Eugenio Maria Giuseppe Giovanni Pacelli        | Rzym, Królestwo Włoch                           | 2 marca 1939 – 9 października 1958                         |
| 261. / 3. |      | Jan XXIII                             |           | Ioannes Vicesimus Tertius  | Angelo Giuseppe Roncalli O.F.S.                | Sotto il Monte, Królestwo Włoch                 | 28 października 1958 – 3 czerwca 1963                      |
| 262. / 4. |      | Paweł VI                              |           | Paulus Sextus              | Giovanni Battista Enrico Antonio Maria Montini | Concesio, Królestwo Włoch                       | 21 czerwca 1963 – 6 sierpnia 1978                          |
| 263. / 5. |      | Jan Paweł I                           |           | Ioannes Paulus Primus      | Albino Luciani                                 | Canale d’Agordo, Królestwo Włoch                | 26 sierpnia 1978 – 28 września 1978                        |
| 264. / 6. |      | Jan Paweł II                          |           | Ioannes Paulus Secundus    | Karol Józef Wojtyła                            | Wadowice, Rzeczpospolita Polska                 | 16 października 1978 – 2 kwietnia 2005                     |